# 1994 EC1
1994 EC1 är en asteroid i huvudbältet som upptäcktes den 4 mars 1994 av de båda japanska astronomerna Seiji Ueda och Hiroshi Kaneda i Kushiro.
Asteroiden har en diameter på ungefär 4 kilometer och den tillhör asteroidgruppen Levin.